# Igor Primc
Igor Primc, slovenski atlet, * 8. januar 1966, Novo mesto.
Primc je svoj največji uspeh dosegel z zmago v metu diska na Sredozemskih igrah v Italiji leta 1997. Njegov osebni rekord v tej disciplini znaša 64,79 metra, dosegel pa ga je 10. septembra leta 1999 v Novem mestu. Kot državni rekord je veljal več kot 20 let do junija 2020.
Primc je za Slovenijo dvakrat nastopil na poletnih olimpijskih igrah. Na olimpijadi v Atlanti leta 1996 je z metom 59,12 m osvojil 24. mesto, v Atenah 2004 pa s 56,33 m 31. mesto.